# 샤오훼이양

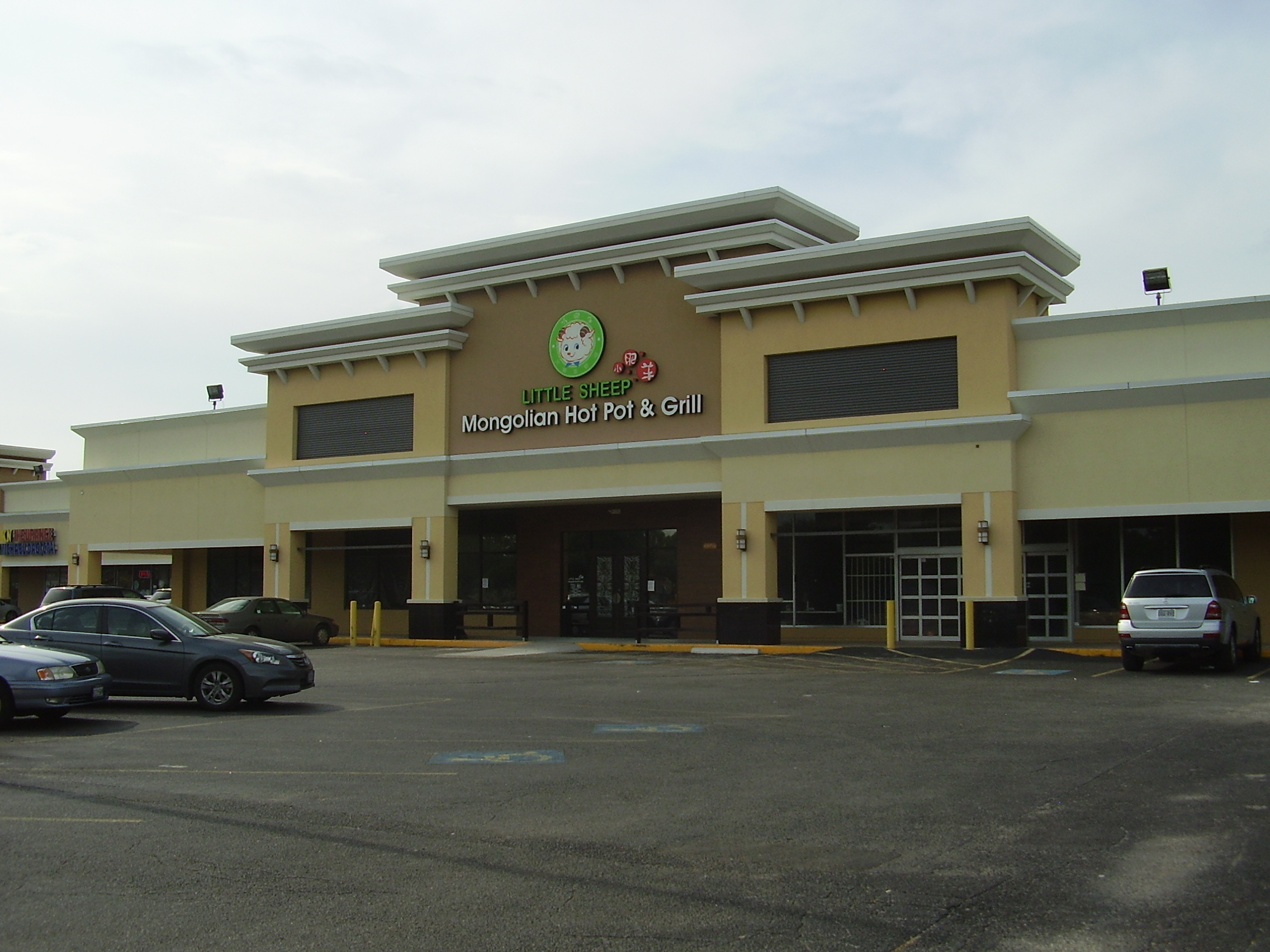
미국 텍사스주 휴스턴에 있는 샤오훼이양

샤오훼이양(중국어: 小肥羊, 병음: Xiǎo Féi Yáng 샤오페이양[*], 영어: Little Sheep)은 중화인민공화국의 훠궈 전문 체인점이다. 1999년에 내몽골 자치구에 있는 바오터우시에 처음 개업하였으며, 현재 전 세계적으로 300여개의 매장을 운영하고 있다. 2011년에 얌! 브랜드에 인수되었다. 하지만 샤오훼이양은 이미 2016년 얌! 브랜즈의 계열사에서 다시 분리되어 2010년 이전 수준으로 되돌아온 상태이다.
대한민국에서는 2008년에 서울특별시 마포구 홍대앞에 처음 개업하였다.

## 같이 보기
- 하이디라오